# Circuito delle Americhe
Il circuito delle Americhe (ingl. Circuit of the Americas, COTA) di Austin, in Texas, è un circuito motoristico statunitense, sede dal 2012 del Gran Premio degli Stati Uniti d'America di Formula 1 e dal 2013 del Gran Premio motociclistico delle Americhe.
Nel 2021 ha ospitato la W Series e nel 2023 ha ospitato la F1 Academy.

## Storia

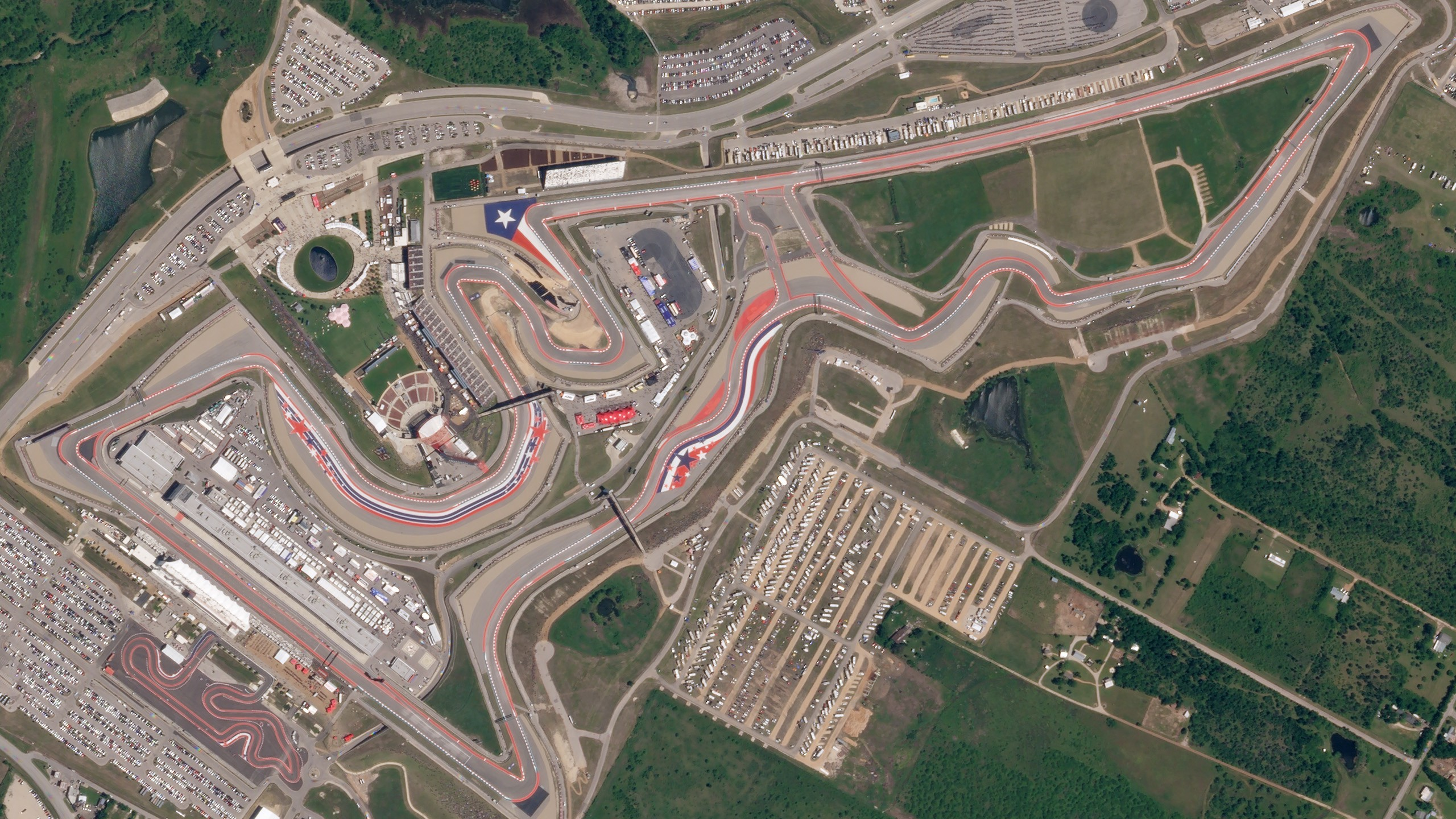
Il circuito visto dal satellite

Il Gran Premio è stato proposto originariamente a metà del 2010. Il circuito, costruito appositamente per ospitare una gara di Formula 1 a differenza di altri circuiti americani, è stato progettato da "HKS, inc." con la supervisione dell'architetto tedesco Hermann Tilke, progettista di altri tracciati di F1.

### Problematiche sull'esordio
A novembre 2011 vengono sospesi i lavori per la costruzione del circuito a causa di una diatriba tra i costruttori dell'impianto e gli organizzatori della gara in merito alla cessione dei contratti. A seguito di tale decisione la gara viene depennata dal calendario mondiale. Nel dicembre 2011 venne pubblicato il calendario definitivo del mondiale: venne confermata la presenza del circuito quale sede del Gran Premio degli Stati Uniti. Il 25 settembre 2012 il circuito delle Americhe supera l'ultima ispezione effettuata da Charlie Whiting, delegato della FIA, ed è così pronto per ospitare a novembre il Gran Premio degli Stati Uniti. La prima corsa ufficiale disputatavisi è stata quindi il Gran Premio degli Stati Uniti d'America 2012, 19ª gara del Campionato mondiale di Formula 1, ed è stata vinta da Lewis Hamilton su McLaren.

## Strutture

### Tracciato

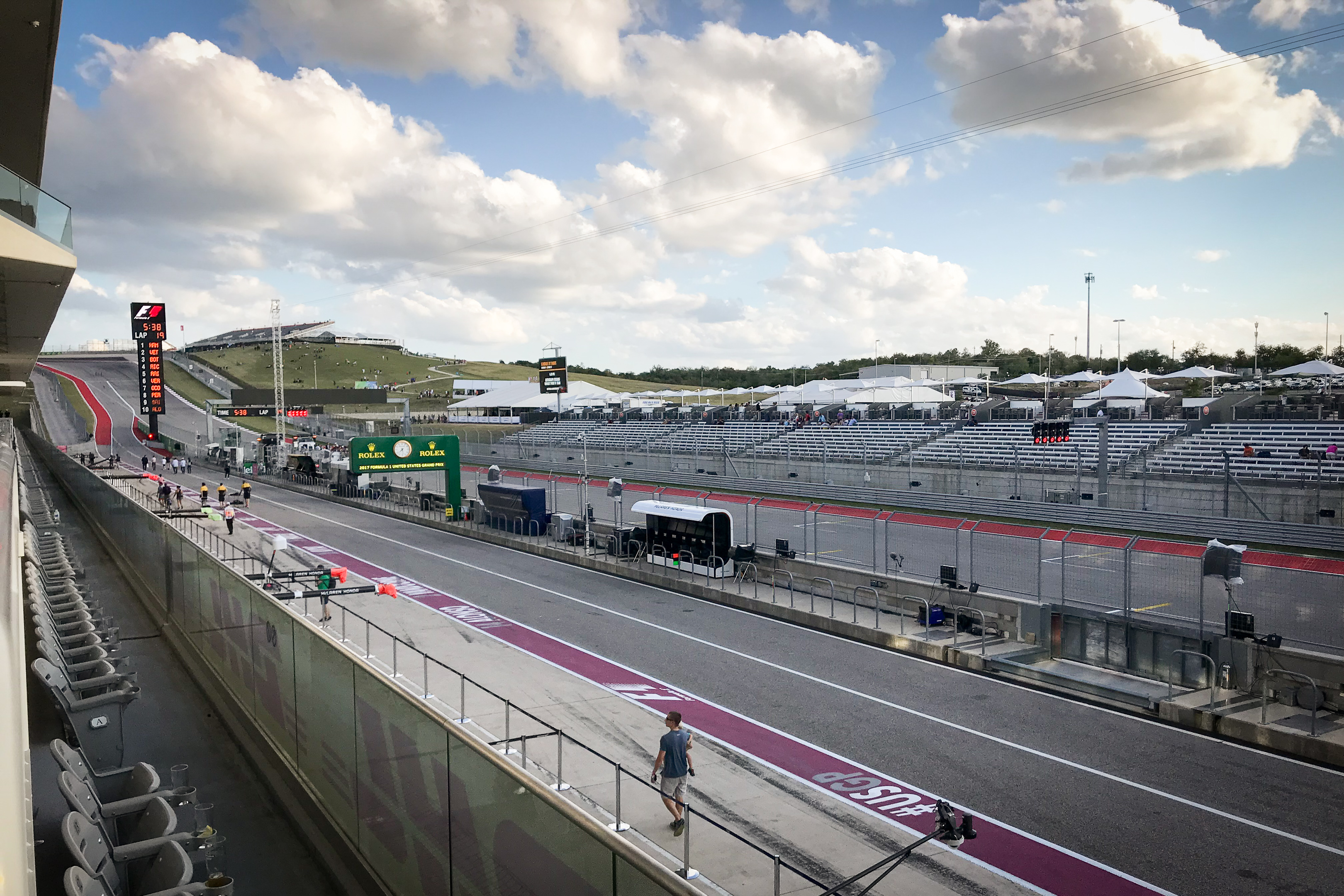
Il rettilineo di partenza e la pit lane

Il circuito è lungo 5 513 metri ed è composto da 20 curve, con una differenza di altitudine totale di 41 metri. Molte curve prendono ispirazione da quelle di famosi circuiti, tra cui la sequenza Maggotts-Becketts-Chapel di Silverstone, le curve dell'arena ad Hockenheim, e la curva 8 di Istanbul. La sede stradale è volutamente molto larga in alcuni punti per permettere ai piloti diverse traiettorie.
Dal rettilineo di partenza i piloti percorrono una salita con gradiente superiore all'11% per arrivare alla curva 1, un tornantino con il punto di corda posto in cima ad una collina. Da qui si discende verso una veloce sequenza di curve ad S, per arrivare alla cieca curva 10 e al tornantino della curva 11. Ci si immette quindi nel rettilineo più lungo della pista (1 km), prima della forte frenata di curva 12, la quale permette di entrare nel settore finale, costituito da una parte più lenta seguita da una lunga curva in discesa verso destra con più punti di corda. Le ultime due curve verso sinistra riconducono sul rettilineo di partenza. Il 19 dicembre 2020 la prima curva del tracciato viene ribattezzata in Big Red, in onore del cofondatore del circuito Red McCombs. Il record assoluto del circuito è di 1'32"029 stabilito da Valtteri Bottas su Mercedes nelle qualifiche del Gran Premio degli Stati Uniti d'America 2019.

### Torre panoramica

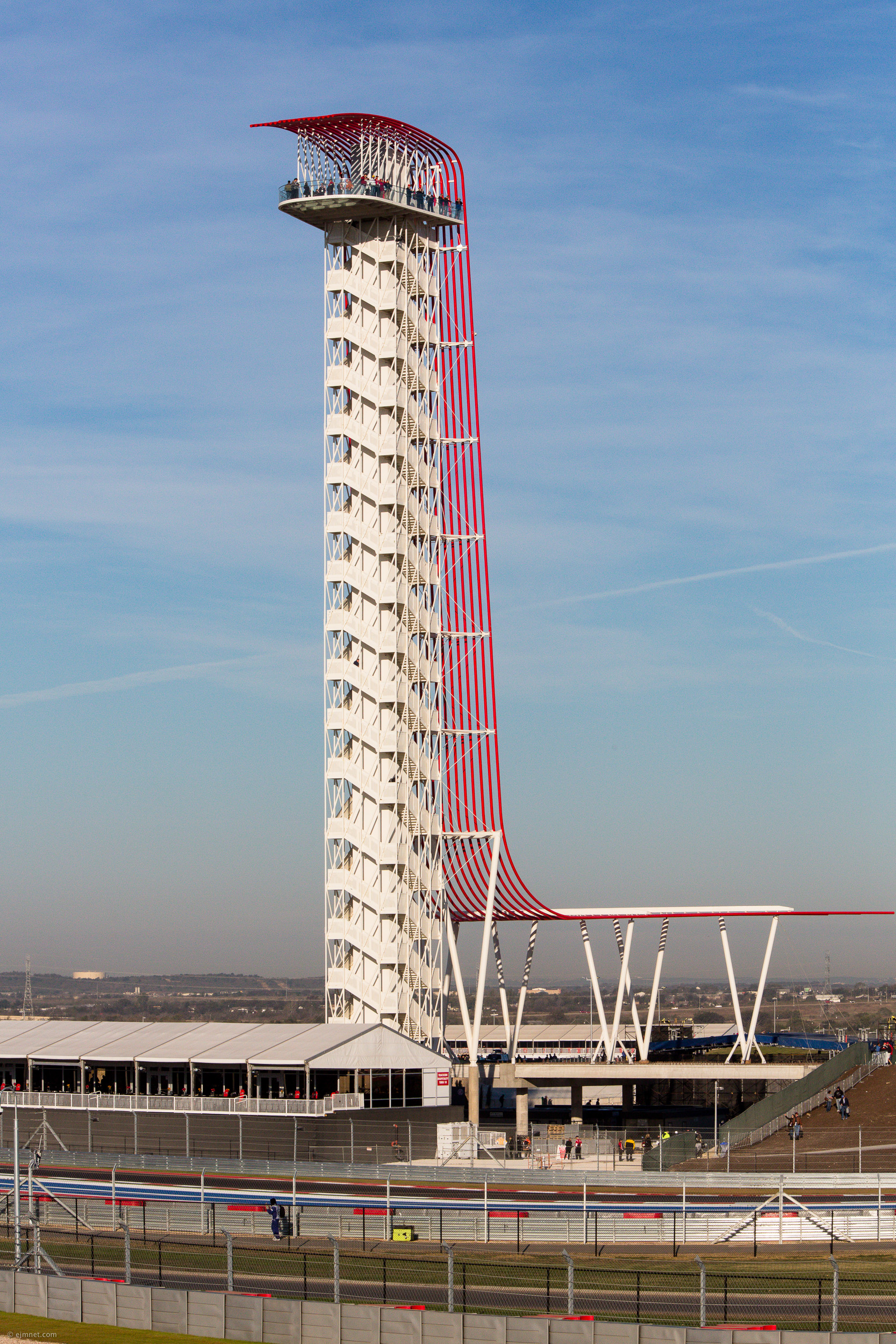
Torre panoramica

Il Circuito delle Americhe dispone di una torre panoramica alta 77 m progettata da Miró Rivera Architects e costruita da Patriot Erectors come punto di riferimento per la sede. La struttura della torre è costituita da un ascensore circondato da una doppia scala a chiocciola di 419 gradini, entrambe le quali conducono a una piattaforma di osservazione a 70 m dal livello del suolo. La piattaforma offre un panorama a 360° del circuito, nonché viste sul centro della città di Austin. La piattaforma di osservazione, accessibile al pubblico a pagamento, può ospitare fino a 75 visitatori e presenta ringhiere e un pavimento entrambe in vetro. Inoltre, un "velo" costituito da 18 tubi di acciaio rosso percorre quasi tutta l'altezza della torre, fungendo da tettoia sia per la piattaforma di osservazione che per il palco dell'anfiteatro sottostante. Il design della torre di osservazione è stato ispirato alle immagini di auto sportive e movimento, e il colore rosso è stato selezionato per imitare le strisce di luci che lasciano le auto da corsa di notte.

### Anfiteatro Austin360

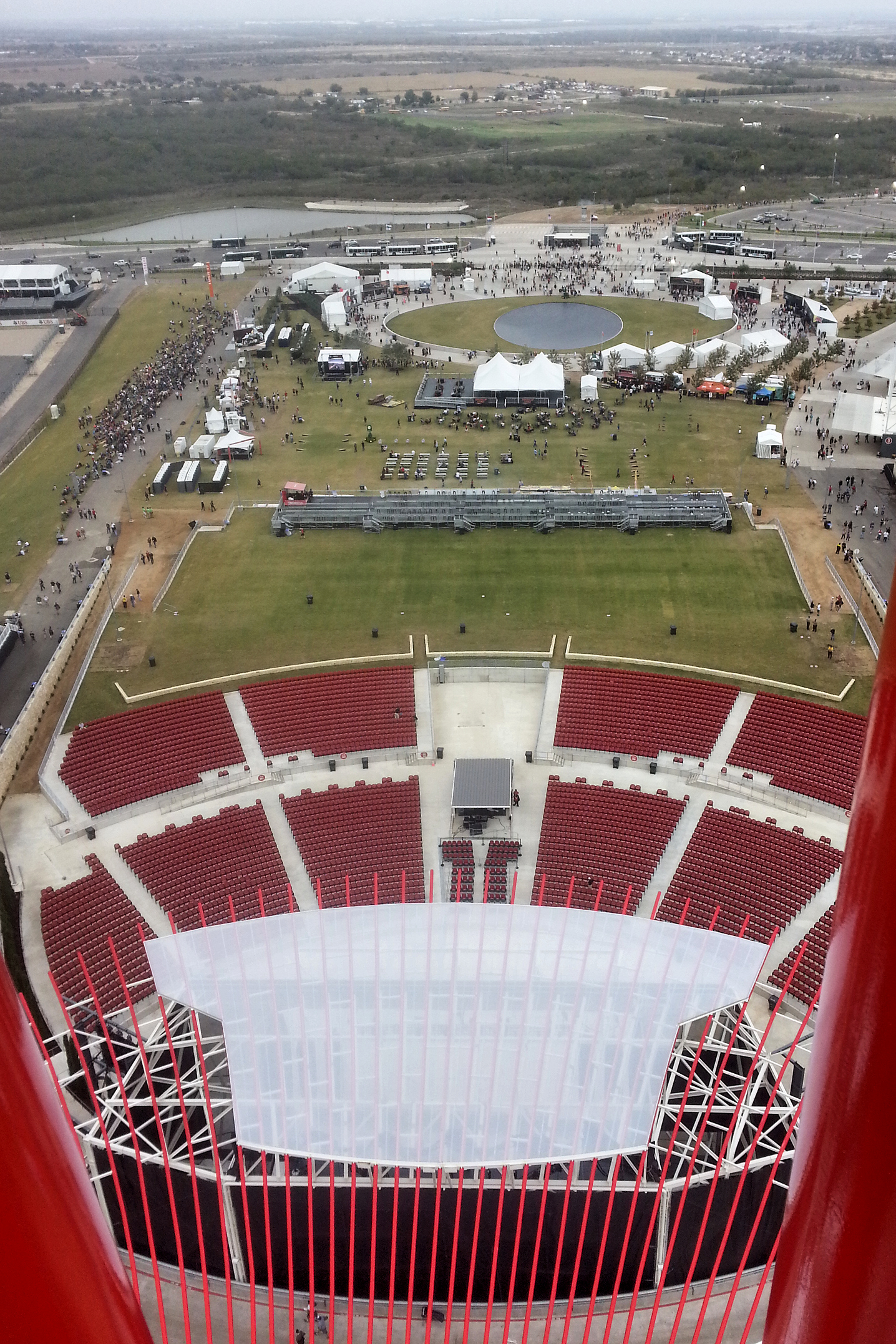
L'anfiteatro visto dalla torre

Il 23 luglio 2012, il circuito ha annunciato un accordo di prenotazione con Live Nation per prenotare grandi concerti in un anfiteatro all'aperto da costruire alla base della torre di osservazione. Progettata da Miró Rivera Architects (lo stesso della torre), la sede è stata aperta nell'aprile 2013 con un concerto di Kenny Chesney. L'anfiteatro può ospitare fino a 14 000 persone con 5 240 posti permanenti riservati. Altri 1 700 posti possono essere configurati sul piano anteriore oppure 2 300 posti in piedi. Gli ingressi, in generale, si trovano su un'area erbosa inclinata dietro i posti riservati. Il luogo era originariamente chiamato Tower Amphitheatre, ma nel marzo 2013 è stato rinominato in Austin360 Amphitheatre, con i diritti di denominazione venduti al sito di intrattenimento/eventi dell'Austin American-Statesman.

## Albo d'oro della Formula 1
| Anno | Pilota           | Scuderia      |
| ---- | ---------------- | ------------- |
| 2012 | Lewis Hamilton   | McLaren       |
| 2013 | Sebastian Vettel | Red Bull      |
| 2014 | Lewis Hamilton   | Mercedes      |
| 2015 | Lewis Hamilton   | Mercedes      |
| 2016 | Lewis Hamilton   | Mercedes      |
| 2017 | Lewis Hamilton   | Mercedes      |
| 2018 | Kimi Räikkönen   | Ferrari       |
| 2019 | Valtteri Bottas  | Mercedes      |
| 2020 | Non disputato    | Non disputato |
| 2021 | Max Verstappen   | Red Bull      |
| 2022 | Max Verstappen   | Red Bull      |
| 2023 | Max Verstappen   | Red Bull      |
| 2024 | Charles Leclerc  | Ferrari       |

### Vittorie per pilota
| Vittorie | Pilota           | Anno(i)/vettura                                                              |
| -------- | ---------------- | ---------------------------------------------------------------------------- |
| 5        | Lewis Hamilton   | 2012/McLaren - 2014/Mercedes - 2015/Mercedes - 2016/Mercedes - 2017/Mercedes |
| 3        | Max Verstappen   | 2021/Red Bull - 2022/Red Bull - 2023/Red Bull                                |
| 1        | Sebastian Vettel | 2013/Red Bull                                                                |
| 1        | Kimi Räikkönen   | 2018/Ferrari                                                                 |
| 1        | Valtteri Bottas  | 2019/Mercedes                                                                |
| 1        | Charles Leclerc  | 2024/Ferrari                                                                 |

### Vittorie per team
| Vittorie | Team     | Anno(i)/pilota                                                                                               |
| -------- | -------- | --- |
| 5        | Mercedes | 2014/Lewis Hamilton - 2015/Lewis Hamilton - 2016/Lewis Hamilton - 2017/Lewis Hamilton - 2019/Valtteri Bottas |
| 4        | Red Bull | 2013/Sebastian Vettel - 2021/Max Verstappen - 2022/Max Verstappen - 2023/Max Verstappen                      |
| 2        | Ferrari  | 2018/Kimi Räikkönen - 2024/Charles Leclerc                                                                   |
| 1        | McLaren  | 2012/Lewis Hamilton                                                                                          |

## Albo d'oro del Motomondiale
| Anno | MotoGP                     | Moto2                      | Moto3                    |
| ---- | -------------------------- | -------------------------- | ------------------------ |
| 2013 | Marc Márquez (Honda)       | Nicolás Terol (Suter)      | Álex Rins (KTM)          |
| 2014 | Marc Márquez (Honda)       | Maverick Viñales (Kalex)   | Jack Miller (KTM)        |
| 2015 | Marc Márquez (Honda)       | Sam Lowes (Speed Up)       | Danny Kent (Honda)       |
| 2016 | Marc Márquez (Honda)       | Álex Rins (Kalex)          | Romano Fenati (KTM)      |
| 2017 | Marc Márquez (Honda)       | Franco Morbidelli (Kalex)  | Romano Fenati (Honda)    |
| 2018 | Marc Márquez (Honda)       | Francesco Bagnaia (Kalex)  | Jorge Martín (Honda)     |
| 2019 | Álex Rins (Suzuki)         | Thomas Lüthi (Kalex)       | Arón Canet (KTM)         |
| 2020 | Non disputato              | Non disputato              | Non disputato            |
| 2021 | Marc Márquez (Honda)       | Raúl Fernández (Ajo)       | Izan Guevara (Aspar)     |
| 2022 | Enea Bastianini (Ducati)   | Tony Arbolino (Kalex)      | Jaume Masiá (KTM)        |
| 2023 | Álex Rins (Honda)          | Pedro Acosta (Kalex)       | Iván Ortolá (KTM)        |
| 2024 | Maverick Viñales (Aprilia) | Sergio García (Boscoscuro) | David Alonso (CFMoto)    |
| 2025 | Francesco Bagnaia (Ducati) | Jake Dixon (Boscoscuro)    | José Antonio Rueda (KTM) |